# Белза, Владислав
Владислав Белза (пол. Władysław Bełza; 17 октября 1847, Варшава — 29 января 1913, Львов) — польский поэт-неоромантик, писатель, организатор культурно-образовательной жизни Польши.

## Биография
После окончания варшавской гимназии, в 1865 поступил в Казанский кадетский корпус, но бросил его и в 1866—1868 обучался в Варшавской главной школе. Писал статьи для варшавских еженедельников «Друг детей» и «Еженедельный обзор». В 1863 дебютировал как поэт стихотворением «Весенний дождик», опубликованном на страницах издания «Друг детей».
В 1867 опубликовал свой первый сборник стихов «Подарок для воспитанных детей». В 1869 вышла вторая его книга для детей — «Азбука в стихах для польских детей».
После 1868 уехал за границу во Львов, затем путешествовал по Италии, Швейцарии и Франции, где в кругу польской эмиграции сблизился с поэтом Юзефом Залеским. По его совету поселился в Познани.
Здесь стал одним из организаторов издания «Tygodnik Wielkopolski» и детской газеты «Promyk». Инициировал создание в Познани польского театра.
Активно участвовал в борьбе с германизацией польского населения в Силезии и Великопольском регионе. В результате его активной общественной позиции в 1871 году немецкое правительство объявило Белзу персоной нон грата, запретило ему пребывание в пределах Пруссии, вследствие чего Белза переехал сперва в Прагу, а затем поселился во Львове (тогда Австро-Венгрия).
Здесь сотрудничал с изданиями «Dziennik Polski» и «Gazetа Narodowа». Устроился на работу в Национальную библиотеку имени Оссолинских, где заведовал читальней для молодежи, а с 1891 был административным секретарем и руководителем издательства школьной литературы.
Владислав Белза — один из основателей Литературного общества имени Адама Мицкевича и издательства «Macierz Szkolny» (1883).
К 1914 издательство выпустило 1,5 млн книг, в том числе поэму Мицкевича «Пан Тадеуш» тиражом 180 тысяч экземпляров. Это была самая дешёвая из всех изданных в то время польских книг.
Умер во Львове, похоронен на Аллее заслуженных Лычаковского кладбища.

## Творчество
Автор многих произведений для детей и юношества. Кроме того, Белза издал следующие сочинения:
- «Pieśni liryczne» (Варшава, 1868);
- «Z doli-niedoli» (Краков, 1869);
- «Zamek Grójecki» (Краков, 1869);
- «Emancypantka» (Познань, 1870);
- «Poezje» (Познань, 1871; Лейпциг, 1873);
- «Zaklęte dzwony» (Львов, 1875);
- «Antologja polska» (Варшава, 1880);
- «Żydzi w poezji polskiej» (Львов, 1883);
- «Sobieski w poezji polskiej» (Львов, 1883);
- «Kobieta w poezji polskiej» (Краков, 1885);
- «Maryla i jej stosunek do Mickiewicza» (Львов, 1885 и 1887);
- «Kronika potoczna i anegdotyczna z życia Adama Mickiewicza» (Львов, 1884);
- «Iwonicz i jego okolice» (Львов, 1885).

Под псевдонимом Владислав Пяст написал «Księga aforyzmów» ("Большая книга афоризмов", Краков, 1888); «Album pamiątkowe Adama Mickiewicza» ("Памятный альбом Адама Мицкевича", Львов, 1889); «Ostatni chwile i pogrzeb Adama Mickiewicza» ("Последние минуты и похороны Адама Мицкевича", Львов, 1891).
Многие его сочинения переведены на чешский язык.
Самым известным произведением Владислава Белзы является написанное им в 1901 году патриотическое стихотворение Катехизис польского ребёнка, которое сегодня знают наизусть миллионы поляков.

## Память
- В курортном городе Ивонич-Здруй (Польша), где В. Белза занимался организацией культурной жизни в 1874—1890 гг., установлен его обелиск.

## Источник
- Белза Владислав // Энциклопедический словарь Брокгауза и Ефрона : в 86 т. (82 т. и 4 доп.). — СПб., 1890—1907.